# Граф Уэстморленд

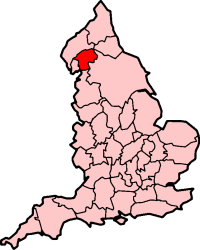
Место расположения графства Уэстморленд

Граф Уэстморленд (англ. Earl of Westmorland) — наследственный аристократический титул, дважды создававшийся в системе пэрства Англии.

## История титула
Впервые титул графа Уэстморленда был создан 29 сентября 1397 года для Ральфа де Невилла, 5-го барона Невилла из Рэби (ок. 1364—1425), имевшего большие владения в Северо-Восточной Англии, располагавшиеся по большей части в Уэстморленде, Дареме, Северном Йоркшире и Линкольншире с центром в Рэби в Дареме. Также графы Уэстморленд данной креации в качестве титула учтивости использовали вспомогательный титул барона Невилла из Рэби. Ральф от двух браков оставил многочисленное потомство. Титул графа Уэстморленда в 1425 году унаследовал его внук Ральф Невилл, 2-й граф Уэстморленд, сын Джона Невилла, рано умершего старшего сына 1-го графа. При этом большую часть владений унаследовали его потомки от второго брака, попытки 2-го графа Уэстморленда вернуть большую часть наследства оказались безуспешными. В результате в отличие от потомков деда от второго брака во время войны Алой и Белой розы он оказался в стане сторонников Ланкастеров. Ральф Невилл, 2-й граф Уэстморленд умер в 1484 году, не оставив потомства, поэтому титул перешёл к племяннику, Ральфу Невиллу, 3-му графу Уэстморленд, сыну его брата, Джона Невилла, барона Невилла, погибшего в битве при Таутоне 29 марта 1461 года. Он служил королям Эдуарду IV и Ричарду III. В 1485 году, после гибели Ричарда III в битве при Босворте заключил соглашение с новым королём, Генрихом VII, сохранив свои владения и титулы. Он умер в 1499 году. Поскольку его старший сын и наследник, Ральф Невилл, барон Невилл, умер раньше отца, то ему наследовал внук, Ральф Невилл, 4-й граф Уэстморленд. Он оставил многочисленное потомство. Наследовал ему в 1549 году старший из сыновей, Генри Невилл, 5-й граф Уэстморленд. Наследовавший ему в 1564 году сын, Чарльз Невилл, 6-й граф Уэстморленд, был католиком по воспитанию, который был недоволен тем, что королевой является протестантка Елизавета I. В 1569 году он присоединился к организованному Томасом Перси, 7-м графом Нортумберлендом, восстанию против королевы, планируя освободить из заключения бывшую шотландскую королеву Марию Стюарт и возвести её на английский трон, но оно было подавлено, после чего оба графа бежали в Шотландию, откуда Чарльз перебрался во Францию. В 1571 году его владения и титулы были конфискованы. Он умер изгнанником в 1601 году.
Вторично титул графа Уэстморленда был создан 29 декабря 1624 года для английского помещика и политика Фрэнсиса Фейна (1580—1629). Его мать, Мэри Невилл (ок. 1554—1626), была единственной дочерью Генри Невилла, 6-го барона Бергавенни (1527/1535 — 1587), потомка Эдварда Невилла, 3-го барона Бергавенни (ум. 1476), четвёртого сына 1-го графа Уэстморленда. Одновременно для него был воссоздан титул барона Бургерша, который используется графами Уэстморленд как титул учтивости.
В настоящий момент, на 2024 год, носителем титула является Энтони Дэвид Фрэнсис Генри Фейн (родился 1 августа 1951), 16-й граф Уэстморленд и 16-й барон Бургерш.

## Графы Уэстморленд, первая креация (1397)
- 1397—1425: Ральф де Невилл, 1-й граф Уэстморленд (1354 — 21 октября 1425), старший сын Джона де Невилла (1337—1388), 3-го барона Невилла из Рэби, и Мод Перси;
- 1425—1484: Ральф Невилл, 2-й граф Уэстморленд (4 апреля 1408 — 3 ноября 1484), старший сын Джона Невилла (ум. 1420), сына Ральфа де Невилла, 1-го графа Уэстморленда, и Маргарет Стаффорд;
- 1484—1499: Ральф Невилл, 3-й граф Уэстморленд (1456 — 6 февраля 1499), единственный сын Джона Невилла, барона Невилла (ок. 1410 — 1461), внук Джона Невилла (ум. 1420), старшего сына 1-го графа Уэстморленда;
- 1499—1549: Ральф Невилл, 4-й граф Уэстморленд (21 февраля 1497 — 24 апреля 1549), сын Ральфа Невилла (ум. 1498) и Эдит Сандис (ум. 1529), граф Ральфа Невилла, 1-го графа Уэстморленда;
- 1549—1564: Генри Невилл, 5-й граф Уэстморленд (1525 — август 1564), старший сын предыдущего;
- 1564—1571: Чарльз Невилл, 6-й граф Уэстморленд (18 августа 1542 — 16 ноября 1601), единственный сын предыдущего, лишен титула в 1571 за измену.

## Графы Уэстморленд, вторая креация (1624)

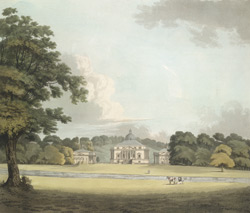
Резиденция графов Уэстморлендов — Мереворт-касл в Кенте

- 1624—1629: Фрэнсис Фейн, 1-й граф Уэстморленд (1 февраля 1580 — 21 марта 1629), старший сын сэра Томаса Фейна (ум. 1589);
- 1629—1666: Майлдмей Фейн, 2-й граф Уэстморленд (24 января 1602 — 12 февраля 1666), старший сын предыдущего;
- 1666—1691: Чарльз Фейн, 3-й граф Уэстморленд (6 января 1635 — 18 сентября 1691), старший сын предыдущего;
- 1691—1693: Вер Фейн, 4-й граф Уэстморленд (13 февраля 1645 — 29 декабря 1693), сводный брат предыдущего;
- 1693—1699: Вер Фейн, 5-й граф Уэстморленд (25 мая 1678 — 19 мая 1699), второй сын предыдущего;
- 1699—1736: Томас Фейн, 6-й граф Уэстморленд (3 октября 1683 — 4 июня 1736), младший брат предыдущего;
- 1736—1762: Джон Фейн, 7-й граф Уэстморленд (24 марта 1685 — 26 августа 1762), младший брат предыдущего;
- 1762—1771: Томас Фейн, 8-й граф Уэстморленд (март 1701 — 25 ноября 1771), второй сын Генри Фейна из Бримптона (1669—1726), внук Фрэнсиса Фейна (ум. 1691), правнук Фрэнсиса Фейна (ок. 1611—1681), третьего сына Фрэнсиса Фейна, 1-го графа Уэсморленда;
- 1771—1774: Джон Фейн, 9-й граф Уэстморленд (5 мая 1728 — 25 апреля 1774), старший сын предыдущего;
- 1774—1841: Джон Фейн, 10-й граф Уэстморленд (1 июня 1759 — 15 декабря 1841), старший сын предыдущего от первого брака;
- 1841—1859: Джон Фейн, 11-й граф Уэстморленд (2 февраля 1784 — 16 октября 1859), старший сын предыдущего;
- 1859—1891: Фрэнсис Уильям Генри Фейн, 12-й граф Уэстморленд (19 ноября 1825 — 3 августа 1891), четвёртый сын предыдущего;
- 1891—1922: Энтони Милдмей Джалиан Фейн, 13-й граф Уэстморленд (16 августа 1859 — 9 июня 1922), второй (младший) сын предыдущего;
- 1922—1948: Вер Энтони Фрэнсис Фейн, 14-й граф Уэстморленд (25 марта 1893 — 12 мая 1948), старший сын предыдущего;
- 1948—1993: Дэвид Энтони Томас Фейн, 15-й граф Уэстморленд (31 марта 1924 — 8 сентября 1993), старший сын предыдущего;
- с 1993 : Энтони Дэвид Фрэнсис Генри Фейн, 16-й граф Уэстморленд (род. 1 августа 1951), старший сын предыдущего;
  - Наследник — Сэм Майкл Дэвид Фейн (род. 1989), племянник предыдущего.